# Caelorrhina kolbei
Caelorrhina kolbei är en skalbaggsart som beskrevs av Moser 1902. Caelorrhina kolbei ingår i släktet Caelorrhina och familjen Cetoniidae. Inga underarter finns listade.